# 10006 Sessai
10006 Sessai è un asteroide della fascia principale. Scoperto nel 1976, presenta un'orbita caratterizzata da un semiasse maggiore pari a 2,6356111 UA e da un'eccentricità di 0,0572461, inclinata di 9,90579° rispetto all'eclittica.
L'asteroide è dedicato a Nishiyama Sessai, studioso Confuciano nel periodo Edo nato a Kamogata, nella Prefettura di Okayama.